# روش متوسط‌گیری کریلوف-بوگولیوبوف
روش متوسط‌گیری کریلوف-بوگولیوبوف (به انگلیسی: Krylov–Bogolyubov averaging method) یا روش اَوِریجینگ کریلوف-بوگولیوبوف یک روش ریاضی برای تحلیل تقریبی فرآیندهای نوسانی در مکانیک غیرخطی است. این روش بر اساس اصل متوسط‌گیری زمانی است که معادله دیفرانسیل دقیق حرکت با نسخه متوسط شده آن جایگزین شود. این روش به نام نیکولای کریلوف و نیکولای بوگولیوبوف نامگذاری شده است.
از زمان کارهای گاوس، فاتو، دیلونه، هیل، طرح‌های متوسط‌گیری مختلفی برای بررسی مسائل مکانیک سماوی مورد استفاده قرار گرفت. اهمیت مشارکت کریلوف و بوگولیوبوف در این است که آنها یک رویکرد متوسط‌گیری کلی را توسعه دادند و ثابت کردند که جواب دستگاه متوسط‌شده تقریبی، دینامیک دقیق است.

## پیش‌زمینه
از متوسط‌گیری کریلوف-بوگولیوبوف می‌توان برای تقریب مسئله‌های نوسانی زمانی که یک بسط پریشیدگی (به انگلیسی: perturbation) کلاسیک با شکست مواجه می‌شود، استفاده کرد. این مسائل مربوط به پریشیدگی تکینی از نوع نوسانی است، برای مثال تصحیح اینشتین به امتداد حضیض عطارد.

## استنتاج
این روش با معادلات دیفرانسیل در این فرم سر و کار دارد
{\displaystyle {\frac {d^{2}u}{dt^{2}}}+k^{2}u=a+\varepsilon f\left(u,{\frac {du}{dt}}\right)}
برای یک تابع هموار f همراه با شرایط اولیه مناسب. پارامتر ε برآورده می‌شود
{\displaystyle 0<\varepsilon \ll k.}
اگر ε = ۰ بنابراین معادلهٔ نوسانگر هارمونیک ساده با نیروی ثابت می‌شود و جواب کلی:
{\displaystyle u(t)={\frac {a}{k^{2}}}+A\sin(kt+B),}
که در آن A و B برای مطابقت با شرایط اولیه انتخاب می‌شوند. جواب معادله پریشیده (زمانی که ε ≠ ۰) فرض بر این است که شکل یکسانی دارد، اما اکنون A و B مجاز هستند با t (و ε) تغییرکنند. اگر هم فرض شود که
{\displaystyle {\frac {du}{dt}}=kA(t)\cos(kt+B(t)),}
سپس می‌توان نشان داد که A و B معادله دیفرانسیل را برآورده می‌کنند:
{\displaystyle {\frac {d}{dt}}{\begin{bmatrix}A\\B\end{bmatrix}}={\frac {\varepsilon }{k}}f\left({\frac {a}{k^{2}}}+A\sin(\phi ),kA\cos(\phi )\right){\begin{bmatrix}\cos(\phi )\\-{\frac {1}{A}}\sin(\phi )\end{bmatrix}},}
در اینجا {\displaystyle \phi =kt+B} . توجه داشته باشید که این معادله هنوز دقیق است - هنوز هیچ تقریبی انجام نشده است. روش کریلوف و بوگولیوبوف این است که توجه داشته باشید که توابع A و B به آرامی با زمان تغییر می‌کنند (به نسبت ε) بنابراین وابستگی آنها به {\displaystyle \phi } را می‌توان (تقریبا) با متوسطگیری در سمت راست معادله قبلی حذف کرد:
{\displaystyle {\frac {d}{dt}}{\begin{bmatrix}A_{0}\\B_{0}\end{bmatrix}}={\frac {\varepsilon }{2\pi k}}\int _{0}^{2\pi }f\left({\frac {a}{k^{2}}}+A_{0}\sin(\theta ),kA_{0}\cos(\theta )\right){\begin{bmatrix}\cos(\theta )\\-{\frac {1}{A_{0}}}\sin(\theta )\end{bmatrix}}d\theta ,}
دراینجا {\displaystyle A_{0}} و {\displaystyle B_{0}} درطول انتگرال‌گیری ثابت نگه داشته می‌شوند. پس از حل این مجموعه (احتمالا) ساده‌تر از معادلات دیفرانسیل، تقریب متوسط کریلوف-بوگولیوبوف برای تابع اصلی با
{\displaystyle u_{0}(t,\varepsilon ):={\frac {a}{k^{2}}}+A_{0}(t,\varepsilon )\sin(kt+B_{0}(t,\varepsilon )).}
نشان داده شده است که این تقریب را برآورده می‌کند.
{\displaystyle \left|u(t,\varepsilon )-u_{0}(t,\varepsilon )\right|\leq C_{1}\varepsilon ,}
که دراینجا t صدق می‌کند:
{\displaystyle 0\leq t\leq {\frac {C_{2}}{\varepsilon }}}
برای برخی از ثابت‌ها {\displaystyle C_{1}} و {\displaystyle C_{2}} مستقل از ε هستند.